# Dommartin (Somme)
Dommartin (picardisch: Domartin) ist eine nordfranzösische Gemeinde mit 342 Einwohnern (Stand 1. Januar 2022) im Département Somme in der Region Hauts-de-France. Die Gemeinde liegt im Arrondissement Montdidier, ist Teil der Communauté de communes Avre Luce Noye und gehört zum Kanton Ailly-sur-Noye.

## Geographie
Die von der Bahnstrecke Paris–Lille durchzogene Gemeinde liegt am rechten (östlichen) Ufer der Noye gegenüber von Cottenchy rund sechs Kilometer nördlich von Ailly-sur-Noye und sechs Kilometer südlich von Boves. In  Dommartin befindet sich ein Haltepunkt  der Bahn (Dommartin-Remiencourt).

## Geschichte
Die Gemeinde erhielt als Auszeichnung das Croix de guerre 1914–1918.

## Einwohner
| 1962 | 1968 | 1975 | 1982 | 1990 | 1999 | 2006 | 2010 |
| ---- | ---- | ---- | ---- | ---- | ---- | ---- | ---- |
| 255  | 281  | 280  | 352  | 380  | 387  | 387  | 352  |

## Verwaltung
Bürgermeister (maire) ist seit 2001 Christian Pallier.

## Sehenswürdigkeiten
- Kirche Saint-Martin
- Kapelle Notre-Dame de Brebières aus dem Jahr 1825
- Kriegerdenkmal